# Géza Kiss
Géza Kiss, né le 22 octobre 1882 à Pálfalva et mort le 23 août 1952 à Budapest, est un ancien nageur hongrois.

## Jeux olympiques
- Jeux olympiques de 1904 à Saint-Louis 
  -  Médaille d'argent sur 1 mile.
  -  Médaille de bronze sur 880 yards.